# Kerk van Kerimäki
De Kerk van Kerimäki (Fins: Kerimäen kirkko) is een luthers kerkgebouw in Kerimäki in Zuid-Savo in het zuidoosten van Finland. De kerk werd van 1844 tot 1847 gebouwd en is de grootste houten kerk ter wereld. In de kerk zijn 3.400 zitplaatsen beschikbaar en worden de galerijen meegeteld dat kunnen er circa 5.000 gelovigen een dienst bijwonen.

## Geschiedenis en architectuur

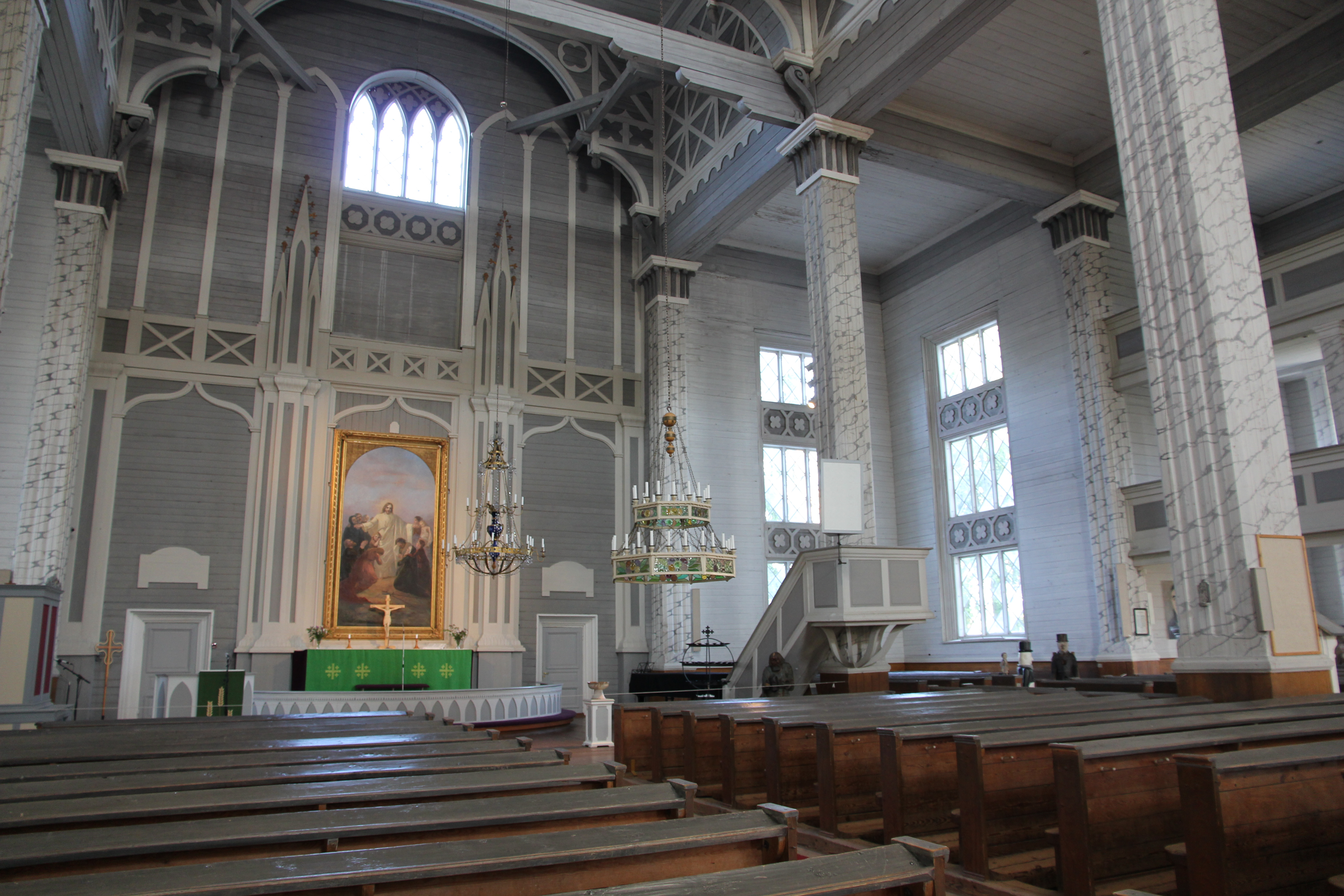
Interieur

De Kerk van Kerimäki werd op 25 september 1847 na een bouwperiode van drie jaar voltooid en op 11 juni 1848 met Pinksteren plechtig ingewijd. De classicistische koepelkerk heeft een grondplan van een Grieks kruis en wordt binnen door galerijen in twee verdiepingen verdeeld. De 42 meter hoge vrijstaande klokkentoren met twee klokken uit 1684 en 1884 rust op een sokkel van massief muurwerk.
De grote afmetingen van de kerk (45 meter lengte × 42 meter breedte × 27 meter hoogte) berusten volgens de overlevering op een misverstand. Een in de Verenigde Staten rijk geworden Finse migrant wilde in zijn plaats van herkomst een kerk laten bouwen. De uitvoerende Europese bouwmeester zou daarbij de maten in meters hebben overgenomen zonder zich er bewust van te zijn dat men in Amerika andere lengtematen hanteert. De oorspronkelijke bouwplannen bleven echter bewaard en weerspreken dit verhaal. Dat het kerkgebouw zo groot is uitgevallen had er alles mee te maken dat de toenmalige dominee Fredrik Neovius de mening was toegedaan dat de hele gemeente samen een kerkdienst moesten kunnen bijwonen. Daarnaast speelden ook festivals en marktdagen een rol bij het bouwen van zo'n grote kerk. Traditioneel werden er bij dergelijke evenementen ook kerkdiensten gevierd.
De bouw van de kerk vond plaats onder leiding van de kerkenbouwer Axel Magnus Tolpo. Na dienst plotselinge dood nam zijn zoon Theodor Tolpo de bouwleiding over. Van de bevolking werd een bijdrage naar draagkracht verwacht en elke man tussen 15 en 60 werd verzocht deel te nemen aan de bouw. De kerk werd in drie jaar voltooid.
Het kerkgebouw is niet te verwarmen, zodat het gebouw voor de eredienst alleen 's zomers is geopend. Naast de grote kerk werd in 1953 een kleinere te verwarmen kerk gebouwd, waar 's winters de kerkdiensten worden gevierd. Tijdens de kerst echter komt de gemeente bijeen in de grote kerk, die dan door de honderden kaarsen en de bezoekers zelf wordt verwarmd.
Elk jaar bezoeken tienduizenden toeristen de imponerende kerk. Ook vinden er in het kader van het Savonlinna Opera Festival de zomer muziekuitvoeringen plaats.
Het onderhoud van het kerkgebouw is voor de kleine gemeente een dure aangelegenheid. Daarom wordt na een bezoek aan de kerk een vrijwillige bijdrage tot behoud van het erfgoed bijzonder op prijs gesteld.

## Interieur
Het altaarschilderij uit 1890 is van de hand van Aleksandra Såltin en refereert aan Jezus' woorden Komt tot Mij, allen die vermoeid en belast zijt, Ik zal u rust geven in Mattheüs 11:28. Het orgel werd in 1894 in gebruik genomen, het telt 20 registers en werd door een orgelmakerij in Kangasala gebouwd.